# Maximinus Daia
Maximinus Daia (Gaius Galerius Valerius Maximinus), även känd som Maximinus II och Maximinus Daza, född omkring 270 Felix Romuliana i Illyricum, död i augusti 313 i Tarsus, var romersk kejsare från 308 till 313 e.Kr. Han var ursprungligen fåraherde i Illyrien och kallade sig då Daia.

## Biografi
Maximinus gjorde karriär inom armén och utnämndes 305 till caesar av sin farbror Galerius. Han var även härskare över Syrien och Egypten.
Efter upphöjelsen av Licinius 308 gav Maximinus sig själv titeln augustus. Vid Galerius död 311 tog han kommandot över de asiatiska provinserna. När Licinius och Konstantin den store senare gjorde gemensam sak ingick Maximinus en allians med usurpatorn Maxentius. År 313 rådde öppen konflikt mellan Maximinus och Licinius och den förre led till slut ett svårt nederlag i närheten av Heraclea Pontica den 30 april samma år. Maximinus flydde först till Nicomedia och därefter till Tarsus där han blev belägrad av Licinius och dog i augusti följande år. Det har spekulerats kring hans dödsfall om det skedde på grund av sjukdom, självmord, förgiftning respektive gudomlig rättvisa.
Maximinus var aldrig särskilt i populär i de kristna skrifterna, då han återupptog förföljelsen av de kristna sedan Galerius utfärdat ett toleransedikt.

## Bilder
| - Aureus med Maximinus Daias porträtt. - Follis med Maximinus Daias porträtt och Hercules på frånsidan. |